# اوتلوق‌بئلی (دمیراوزو)
اوتلوق‌بئلی {{ترکی|Otlukbeli) (به کردی: Otliqbelî) یک منطقهٔ مسکونی در ترکیه است که در دمیراوزو واقع شده‌است. اوتلوق‌بئلی ۵۸ نفر جمعیت دارد.